# Bolbomorphus
Bolbomorphus es un género de coleóptero de la familia Endomychidae.

## Especies
Las especies de este género son:
- Bolbomorphus chinensis
- Bolbomorphus gibbosus
- Bolbomorphus mediojunctus
- Bolbomorphus quadriguttatus
- Bolbomorphus sexpunclatus
- Bolbomorphus subovatus
- Bolbomorphus theryi
- Bolbomorphus undulatus